# Aphthona abdominalis
Aphthona abdominalis es una especie de coleóptero de la familia Chrysomelidae. Fue descrita científicamente por primera vez en 1825 por Duftschmid.